# Milaan-San Remo 1989
De 80ste editie van de Milaan-San Remo werd gereden op zaterdag 18 maart 1989. De koers had een lengte van 294 kilometer. De start was in Milaan, de finish in San Remo. Van de 207 gestarte wielrenners bereikten er 116 de eindstreep. De winnaar was de Franse renner Laurent Fignon, voor de tweede keer op rij na zijn zege in 1988.

## Uitslag
| Rang | Naam                | Land      | Ploeg                | Tijd     |
| ---- | ------------------- | --------- | -------------------- | -------- |
| 1    | Laurent Fignon      | Frankrijk | Super U-Raleigh-Fiat | 7u08'19" |
| 2    | Frans Maassen       | Nederland | Superconfex-Yoko     | op 7"    |
| 3    | Adriano Baffi       | Italië    | Ariostea             | op 30"   |
| 4    | Ronan Pensec        | Frankrijk | Z-Peugeot            | z.t.     |
| 5    | Sean Kelly          | Ierland   | PDM-Ultima-Concorde  | z.t.     |
| 6    | Danilo Gioia        | Italië    | Atala                | z.t.     |
| 7    | Rudy Dhaenens       | België    | PDM-Ultima-Concorde  | z.t.     |
| 8    | Gérard Rué          | Frankrijk | Super U-Raleigh-Fiat | z.t.     |
| 9    | Giuseppe Calcaterra | Italië    | Atala                | z.t.     |
| 10   | Etienne De Wilde    | België    | Histor-Sigma         | z.t.     |

1907 · 1908 · 1909 · 1910 · 1911 · 1912 · 1913 · 1914 · 1915 · 1916 · 1917 · 1918 · 1919 · 1920 · 1921 · 1922 · 1923 · 1924 · 1925 · 1926 · 1927 · 1928 · 1929 · 1930 · 1931 · 1932 · 1933 · 1934 · 1935 · 1936 · 1937 · 1938 · 1939 · 1940 · 1941 · 1942 · 1943 · 1944 · 1945 · 1946 · 1947 · 1948 · 1949 · 1950 · 1951 · 1952 · 1953 · 1954 · 1955 · 1956 · 1957 · 1958 · 1959 · 1960 · 1961 · 1962 · 1963 · 1964 · 1965 · 1966 · 1967 · 1968 · 1969 · 1970 · 1971 · 1972 · 1973 · 1974 · 1975 · 1976 · 1977 · 1978 · 1979 · 1980 · 1981 · 1982 · 1983 · 1984 · 1985 · 1986 · 1987 · 1988 · 1989 · 1990 · 1991 · 1992 · 1993 · 1994 · 1995 · 1996 · 1997 · 1998 · 1999 · 2000 · 2001 · 2002 · 2003 · 2004 · 2005 · 2006 · 2007 · 2008 · 2009 · 2010 · 2011 · 2012 · 2013 · 2014 · 2015 · 2016 · 2017 · 2018 · 2019 · 2020 · 2021 · 2022 · 2023 · 2024 · 2025

Lijst van beklimmingen